# 肯尼·罗根斯
肯尼·克拉克·罗根斯（英語：Kenneth Clark Loggins，1948年1月7日—）是美国创作型歌手和吉他手，出生于美国華盛頓州埃弗里特。他早期于1970年开始在Nitty Gritty Dirt Band中录制歌曲。作为一名独唱艺术家，Loggins获得了一连串的配乐得奖。包括1984年发布的Footloose获奥斯卡金像奖提名。他的作品大多是原声大碟。罗根斯与格里·伯爾和吉奧基·米勒曼组建了Blue Sky Riders。